# ورنر ایلیتس
ورنر ایلیتس (به آلمانی: Werner Eilitz) بازیکن فوتبال و مدافع اهل آلمان شرقی بود که از سال ۱۹۵۲ میلادی عضو تیم ملی فوتبال آلمان شرقی بوده‌است. وی در ۸ بازی ملی حضور داشته و در بازی‌های ملی‌اش گلی به ثمر نرساند. ورنر ایلیتس آخرین بازی ملی خود را در سال ۱۹۵۶ میلادی انجام داد.